# 874 Ротраут
874 Ротраут (874 Rotraut) — астероїд головного поясу, відкритий 25 травня 1917 року.
Тіссеранів параметр щодо Юпітера — 3,173.